# Apeadeiro de Alvor
O Apeadeiro de Alvor, originalmente conhecido como de Montes de Alvor, (nome anteriormente grafado como "Alvôr") é uma interface ferroviária encerrada da Linha do Algarve, que servia a freguesia de Alvor, no Município de Portimão, em Portugal.

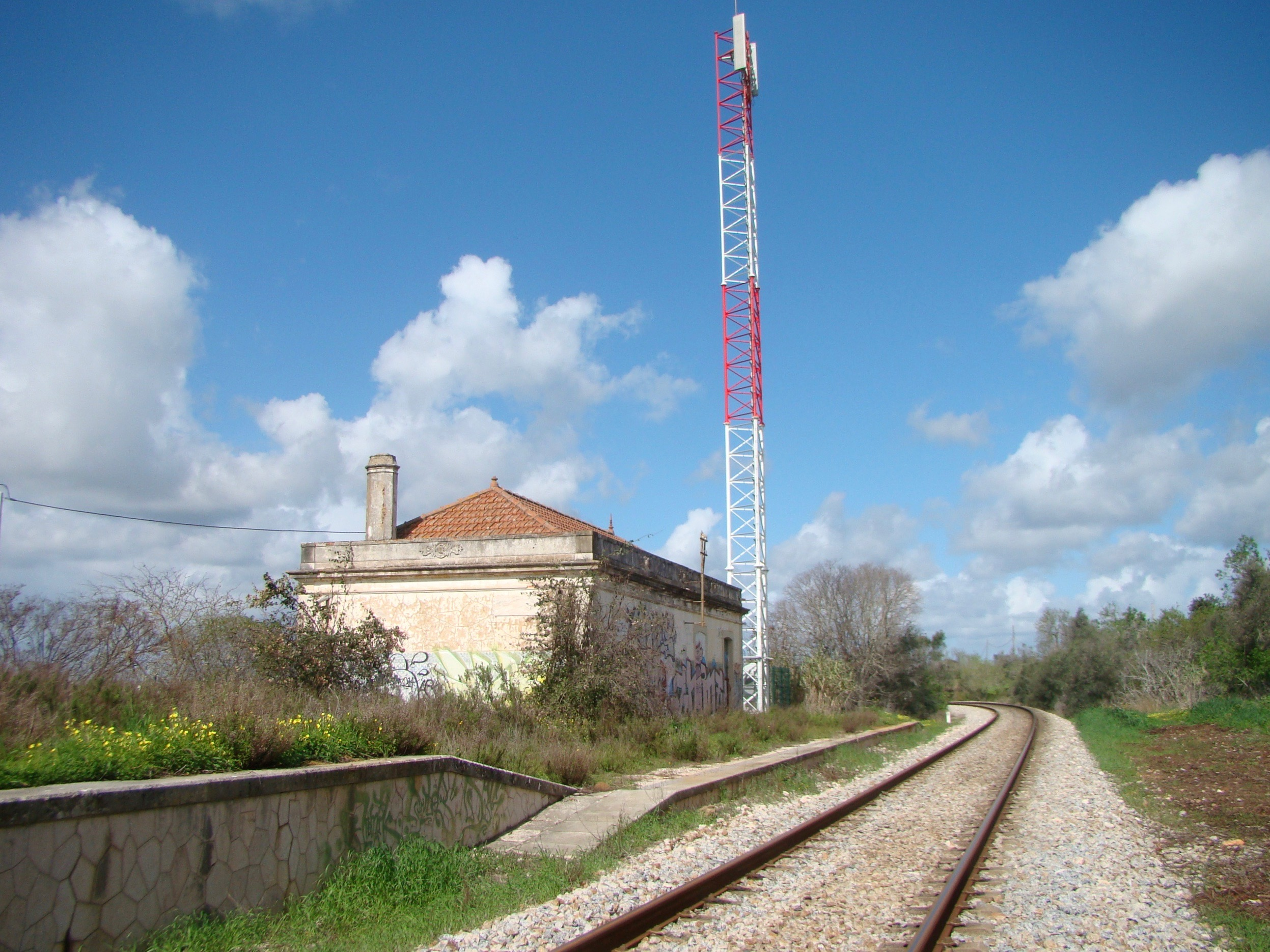
Vestígios do apeadeiro, em 2018.

## Descrição

### Localização e acessos
Esta interface localizava-se junto à localidade de Chão das Donas, num local onde a via férrea marca o limite entre as freguesias de Portimão e Alvor, distando mais de cinco quilómetros do centro da vila epónima (castelo).

### Caraterização física
O edifício de passageiros situa-se do lado sudoeste da via (lado esquerdo do sentido ascendente, para Lagos).

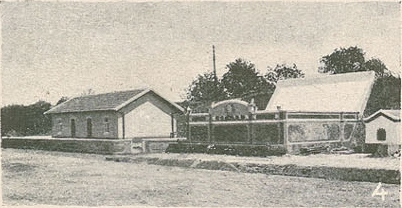
Obras do apeadeiro de Alvor, em 1917.

## História
Em 1 de Julho de 1922, já se previa que a linha férrea entre Portimão e Lagos iria incluir uma interface denominada Alvor, tendo este lanço entrado ao serviço em 30 de Julho do mesmo ano, pela divisão do Sul e Sueste dos Caminhos de Ferro do Estado. Em 18 de Março de 1923, o jornal O Algarve noticiou que este apeadeiro, então conhecido como Montes de Alvôr, tinha começado a fazer, no dia 15 desse mês, todo o serviço interno e combinado.

Em Setembro de 1971, a Companhia dos Caminhos de Ferro Portugueses anunciou que a partir do dia 1 de Outubro desse ano deixariam de estar guarnecidas várias estações e apeadeiros, incluindo a de Alvor, como parte de um programa de racionalização da exploração ferroviária. Assim, Alvor deixaria de vender bilhetes, que passariam a ser adquiridos a bordo junto dos revisores, e seria suspensa a expedição de bagagens e remessas em detalhe, embora continuasse a expedir vagões completos. Em 1984, este apeadeiro era utilizado por serviços de passageiros Regionais e Directos. Deixou de ser usado entretanto, antes de 2003.
Em Fevereiro de 2018, o governo anunciou que iria fazer obras de requalificação no antigo edifício do apeadeiro de Alvor ainda nesse ano, como parte de um programa de investimento nos transportes ferroviários da região, que iria englobar a electrificação dos lanços restantes da Linha do Algarve.